# Soaresella gracilis
 (août 2021).
Genre
Espèce
Soaresella gracilis, unique représentant du genre Soaresella, est une espèce d'opilions laniatores de la famille des Cosmetidae.

## Distribution
Cette espèce est endémique du Panama. Elle se rencontre vers le canal de Panama.

## Description
L'holotype mesure 4,8 mm.

## Étymologie
Ce genre est nommé en l'honneur de Benedicto Abílio Monteiro Soares et Helia Eller Monteiro Soares.

## Publication originale
- Goodnight & Goodnight, 1947 : « Studies of the phalangid fauna of Central America. » American Museum Novitates, no 1340, p. 1–21 (texte intégral).